# سیارک ۵۴۶۵
سیارک ۵۴۶۵ (به انگلیسی: 5465 Chumakov، نامگذاری:1986RF13) پنج هزار و چهارصد و شصت و پنجمین سیارک کشف شده‌است که در ۹ سپتامبر ۱۹۸۶ کشف شد.
قدر مطلق سیارک برابر ۱۲٫۰۰ است.